# Pochód Królów

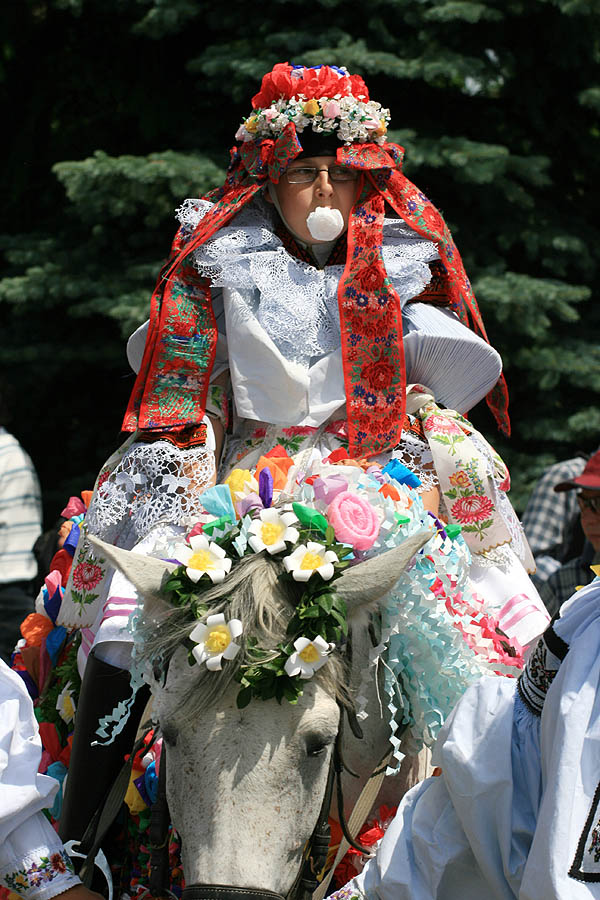
Pochód Królów w Vlčnovie

Pochód Królów, Jazda Królów (czes. Jízda králů) – dwudniowy festyn folklorystyczny organizowany na wiosnę w weekend majowy, dawniej w ramach obchodów święta Zesłania Ducha Świętego, w regionach etnograficznych Slovácko i Haná południowo-wschodnich Moraw w Czechach; uroczyste orszaki odbywają się w miejscowościach: Hluk, Kunovice, Skoronice i Vlčnov.

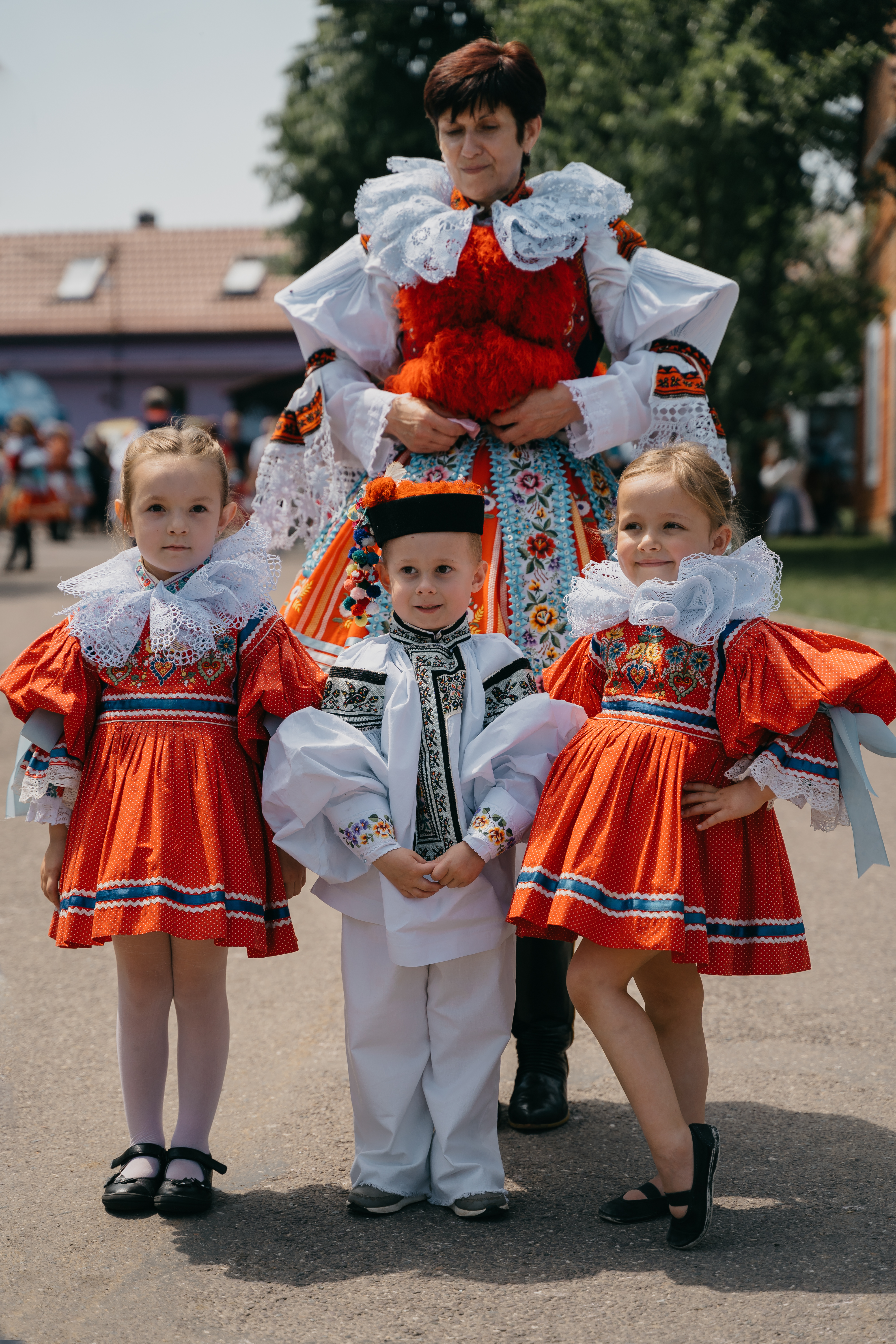
Dzieci podczas festiwalu

## Opis
Pochód Królów jest organizowany z różną częstotliwością – najczęściej co 2-3 lata – w wielu miejscowościach południowo-wschodnich Moraw, m.in. w Hluku, Kunovicach, Skoronicach i w Vlčnovie, gdzie odbywa się co roku i nieprzerwanie od 200 lat. Dwudniowy pochód organizowany jest na wiosnę w weekend majowy, dawniej w ramach obchodów Zielonych Świątek, w intencji obfitych zbiorów. Świętuje się również wchodzenie chłopców w wiek męski.
Proweniencja tradycji nie jest do końca wyjaśniona. Jedna z hipotez łączy zwyczaj Pochodu Królów z konfliktem o władzę pomiędzy husyckim królem Czech Jerzym z Podiebradów a katolickim królem Węgier Maciejem Korwinem w połowie XV w.. W 1469 roku Jerzy z Podiebradów pokonał Macieja Korwina, który by uniknąć pojmania, uciekł w kobiecym przebraniu do swojej rezydencji w Trenczynie. Inna hipoteza odnosi się do tradycji pogańskich, kiedy młodzi chłopcy rywalizowali ze sobą przy wyganianiu bydła, a najlepszy z nich był "królem".   
W drugim dniu uroczystości, w niedzielę, miasto obchodzi uroczysty pochód młodych mężczyzn. Na czele idą śpiewacy, za nimi jedzie na białym koniu „Król” – 10-15-letni chłopiec – otoczony strażą przyboczną złożoną z dwóch chłopców, którzy nie ukończyli jeszcze 18 roku życia; za nimi kroczy konny orszak. „Król” trzyma w zębach różę, co ma mu pomoc w utrzymaniu powagi – „Król” nie może się uśmiechać. Gwardziści królewscy trzymają w rękach miecze. „Król” i jego świta ubrani są w odświętne tradycyjne stroje kobiece a ich konie są przystrojone wstążkami i papierowymi kwiatami. Członkowie królewskiej świty śpiewają krótkie rymowanki, komentując w humorystyczny sposób zachowanie widzów; zbierają dary dla „Króla” (jedzenie i alkohol) oraz datki, które wkładają do skarbonek lub za cholewy butów jeźdźców. Pochód zmierza do domu „Króla” na przyjęcie, któremu towarzyszą śpiewy i tańce.
W 2011 roku Pochód Królów został wpisany na listę niematerialnego dziedzictwa UNESCO.

## Upamiętnienie
Pochód Królów w Vlčnovie był inspiracją dla morawskiego malarza Jožy Uprki (1861–1940), który w 1897 roku namalował obraz Jízda králů ve Vlčnově.